# Croxton (Breckland)
Croxton – wieś w Anglii, w hrabstwie Norfolk, w dystrykcie Breckland. Leży 42 km na południowy zachód od Norwich i 121 km na północny wschód od Londynu.
Miejscowość liczy 416 mieszkańców.